# Buy American Act
Der Buy American Act (BAA) wurde 1933 vom Kongress der Vereinigten Staaten verabschiedet und von US-Präsident Herbert Hoover am 3. März 1933, seinem letzten vollen Tag im Amt unterschrieben. Er verpflichtete die Regierung der Vereinigten Staaten, in den USA hergestellte Produkte bei ihren Käufen zu bevorzugen. Andere ähnliche Bundesgesetze dehnen ähnliche Verpflichtungen auf third-party Einkäufe aus, die aus Bundesmitteln bezahlt werden, zum Beispiel Highway-Bauprogramme und transit programs.

## Geschichte
1929 kam es zur Weltwirtschaftskrise, in den USA Great Depression genannt. Im Zuge dieser Krise griffen viele Regierungen zu protektionistischen Maßnahmen; viele Menschen änderten von sich aus bzw. aus einem patriotischen Gefühl heraus ihr Einkaufsverhalten und bevorzugten beim Einkaufen inländische Produkte. Die britische Regierung startete 1931 eine Kampagne „Buy British!“. In den USA dauerte die Great Depression lange; der 1932 gewählte Präsident Franklin D. Roosevelt betrieb zwei New-Deal-Programme, um die Wirtschaft zu beleben.

## Allgemeines
Bei bestimmten Beschaffungsvorgängen der Regierung kann von dieser Regel abgewichen werden,
- wenn das heimische Produkt (domestic product) einen gewissen Prozentsatz teurer ist als ein identisches ausländisches,
- wenn es im Inland nicht in hinreichender Qualität und/oder Menge erhältlich ist
- und/oder wenn es im öffentlichen Interesse ist, so zu handeln.

Der Präsident der Vereinigten Staaten hat das Recht, den Buy American Act außer Kraft zu setzen innerhalb einer gegenseitigen Vereinbarung (reciprocal agreement) oder in anderen Fällen als Reaktion darauf, wenn US-Hersteller reciprocal treatment erhalten.
Im Rahmen von vier Verträgen, nämlich
- dem 1979 General Agreement on Tariffs and Trade (GATT) Government Procurement Code,
- dem U.S.-Israel Free Trade Agreement,
- dem U.S.-Canada Free Trade Agreement und
- dem 1996 geschlossenen Government Procurement Agreement (GPA) der Welthandelsorganisation (WTO),

gewähren die USA Staaten Zugang zum staatlichen Beschaffungswesen bestimmter US-Regierungsstellen (agencies) für Waren von anderen Parteien, die an diesen Vereinbarungen teilnehmen.
Der Buy American Act wurde jedoch vom Anwendungsbereich des GPA ausgeschlossen.
Der Buy American Act ist nicht zu verwechseln mit dem Buy America Act, der 1983 in Kraft trat. Letzterer, eine Bestimmung des Surface Transportation Assistance Act von 1982, ist als Title 49 of the United States Code, section 5323 (j) kodifiziert und findet Anwendung nur auf Beschaffungen im Zusammenhang mit Nahverkehr (mass-transit-related procurements) im Wert von über US$ 100.000, die zumindest teilweise aus öffentlichen Mitteln bezahlt werden.